# Laelia coenosa
Espèce
Laelia coenosa, le Liparis sale ou Liparis des marais, est une espèce de lépidoptères de la famille des Erebidae, de la sous-famille des Lymantriinae et de la tribu des Orgyiini.

## Description
Ce papillon blanc a une envergure de 35 à 50 mm.

## Distribution
Afrique du Nord, Europe méridionale et centrale, en Asie, de la Russie jusqu'au Japon. En France, plutôt à l'ouest et dans le sud.

## Écologie
L'imago vole en juillet et août en une génération dans des régions marécageuses.
La ponte a lieu l'été, la chenille se nourrit de plantes de zones humides : rubaniers, roseaux, laîches... C'est la chenille qui hiverne pour reprendre son alimentation au printemps. Les cocons sont attachés aux tiges des plantes-hôtes.